# Ricania taeniata
Ricania taeniata är en insektsart som beskrevs av Stsl 1870. Ricania taeniata ingår i släktet Ricania och familjen Ricaniidae. Inga underarter finns listade i Catalogue of Life.